# Power Rangers
Power Rangers là một thương hiệu giải trí và bán hàng lâu năm của Mỹ xoay quanh phim truyền hình dành cho trẻ em với một đội siêu anh hùng biến hình. Sản xuất lần đầu tiên bởi Saban Entertainment, sau đó bởi BVS Entertainment, sau đó chuyển sang SCG Power Rangers LLC trực thuộc Saban Capital Group và hiện được Hasbro sản xuất, loạt phim truyền hình được chuyển thể từ loạt phim nổi tiếng ăn khách Super Sentai của Nhật Bản và có nhiều cảnh quay lấy từ chương trình của Nhật sản xuất bởi Toei Company . Phần đầu tiên là Mighty Morphin Power Rangers, ra mắt vào ngày 28 tháng 8 năm 1993 đã giúp khởi động chương trình Fox Kids của những năm 1990, và được đưa vào nền văn hóa đại chúng cùng với một loạt các nhân vật hành động và đồ chơi của Bandai .
Mặc dù ban đầu bị chỉ trích bởi tính bạo lực đối với khán giả trẻ em thương hiệu vẫn tiếp tục duy trì sản xuất. Tính đến năm 2019, Power Rangers đã có 27 mùa phim truyền hình với 20 chủ đề khác nhau và ba bộ phim điện ảnh được phát hành vào năm 1995, 1997 và 2017.
Năm 2010, Haim Saban đã giành lại quyền sở hữu bản quyền sau bảy năm bán cho Công ty Walt Disney. Năm 2018, Hasbro tuyên bố rằng sau này sẽ mua lại bản quyền và phần còn lại của thương hiệu trong một thỏa thuận trị giá 522 triệu đô la, bộ phim đầu tiên Hasbro sản xuất đã được ra mắt năm 2019.

## Tổng quan

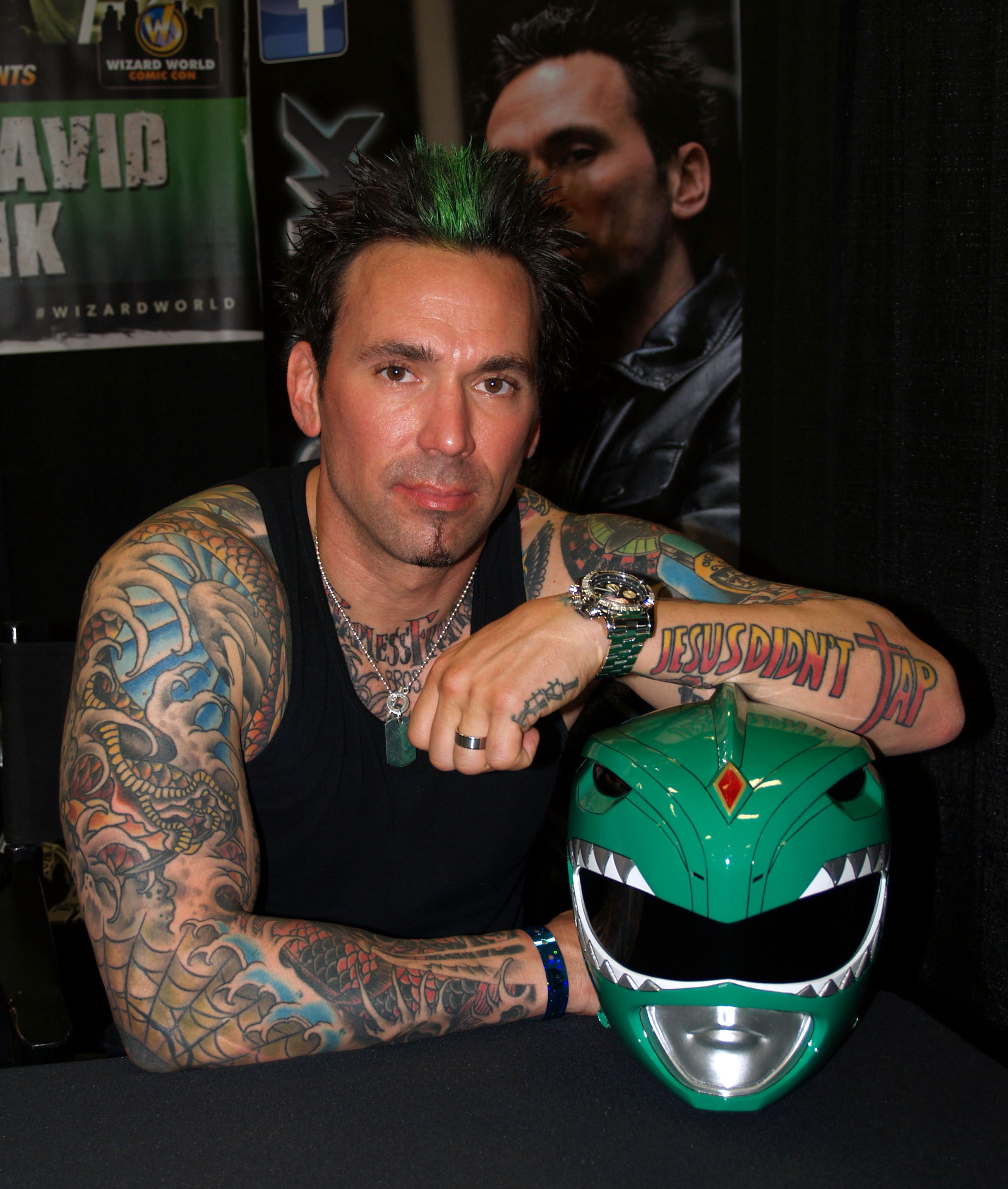
Jason David Frank - người đảm nhiệm nhiều vai nhất trong các series của Power Rangers

Do Power Rangers lấy hầu hết các cảnh quay của nó từ Super Sentai, nó có nhiều điểm nổi bật giúp phân biệt nó từ các loạt phim siêu anh hùng khác. Mỗi mùa phim xoay quanh một nhóm những người trẻ tuổi được tuyển dụng và đào tạo bởi một người cố vấn để biến đổi thành Rangers, có thể sử dụng sức mạnh đặc biệt và điều khiển các cỗ máy khổng lồ được gọi là Zords để đánh bại và vượt qua các lực lượng xấu xa đang đe dọa nhân loại. Vào cuối mùa phim, Rangers thường hy sinh vũ khí, Zords và sức mạnh của mình, để đánh bại nhân vật phản diện chính mà họ đã chống lại trong suốt mùa phim. Ví dụ trong Mighty Morphin, phù thủy ngoài hành tinh Zordon tuyển mộ các thanh niên để khai thác sức mạnh của khủng long và động vật kỷ băng hà nhằm đánh bại lực lượng xấu xa của Rita Repulsa .
Khi "morphed" các Rangers trở thành siêu anh hùng mạnh mẽ mặc đồ chiến đấu và mũ bảo hiểm có kính che mặt. Trang phục của mỗi đội là gần như giống hệt nhau ngoại trừ màu sắc và thiết kế mũ bảo hiểm của từng người. Morphed Rangers thường sở hữu sức mạnh siêu nhân, độ bền và khả năng chiến đấu bằng tay. Một số có những khả năng siêu phàm như siêu tốc độ hay tàng hình, là những thuộc tính có liên quan đến khả năng Ranger của họ . Ngoài ra, mỗi Rangers có một vũ khí riêng cũng như các loại vũ khí thông thường được sử dụng để chiến đấu trên mặt đất . Khi kẻ thù phát triển đến kích thước đáng kinh ngạc, Zords cá nhân của các Rangers sẽ kết hợp với nhau thành một Megazord lớn hơn.
Các Rangers hoạt động trong một nhóm năm hoặc ba người, với nhiều Rangers hơn tham gia vào mỗi mùa phim. Mỗi đội Rangers, với một vài ngoại lệ, tuân theo một tập hợp chung của các công ước, được nêu ở đầu của Mighty Morphin và ngụ ý của cố vấn trong suốt nhiều loạt phim khác: Power Rangers không thể sử dụng sức mạnh Ranger của họ cho lợi ích cá nhân hoặc làm leo thang một cuộc đấu (trừ khi buộc phải làm như vậy), cũng như tiết lộ danh tính của họ cho công chúng  Hình phạt cho việc không tuân theo các quy tắc này, ít nhất là trong Mighty Morphin Power Rangers, sẽ là mất đi sức mạnh.
Như trong Super Sentai, bảng màu của mỗi đội Power Rangers thay đổi mỗi mùa phim  Đỏ, Xanh và Vàng xuất hiện trong tất cả các nhóm Ranger. Các màu sắc phổ biến nhất không xuất hiện mỗi năm là Hồng, tiếp theo là Xanh lá cây, Đen, và Trắng. Màu sắc và sự chỉ định khác cũng xuất hiện trong suốt loạt phim  Màu sắc chỉ định cho Rangers cũng ảnh hưởng đến tủ quần áo của họ trong suốt loạt phim: quần áo dân sự thường phù hợp với màu của trang phụ Ranger .

## Lịch sử

### Chuyển thể của Super Sentai
Sản xuất của Power Rangers liên quan đến nội địa hóa và sửa đổi chất liệu gốc từ Super Sentai để kết hợp với văn hóa Mỹ và phù hợp với tiêu chuẩn truyền hình Mỹ. Thay vì lồng tiếng Anh hoặc dịch các cảnh quay của Nhật Bản, chương trình Power Rangers bao gồm những cảnh có các diễn viên nói tiếng Anh (hoặc từ Hoa Kỳ, Canada, Australia, New Zealand và Vương quốc Anh) ghép với những cảnh có diễn viên Nhật Bản lồng tiếng Anh hoặc những cảnh hành động từ Super Sentai với Rangers chống lại quái vật hoặc robot khổng lồ (Zord và Megazord) giao tranh với lồng tiếng Anh. Trong một số mùa phim, những cảnh chiến đấu ban đầu được quay phim để kết hợp với nhân vật hoặc các mặt hàng duy nhất cho Power Rangers . Cũng giống như nhiều liên doanh trước của Saban Entertainment trong việc bản địa hóa truyền hình Nhật cho khán giả phương Tây, cốt truyện và tên nhân vật và rất khác so với nguồn, mặc dù một vài mùa phim vẫn có câu chuyện gần với mùa phim Super Sentai mà nó dựa trên.
Loạt phim bắt đầu thương hiệu, Mighty Morphin Power Rangers (chuyển thể Mỹ của chương trình Super Sentai năm 1992 của Nhật là Kyōryū Sentai Zyuranger), bắt đầu phát sóng như là một phần của kênh Fox Kids được phát sóng trên mạng Fox. Nó kéo dài trong hơn ba mùa phim (từ 1993 đến 1996) .

### Lịch sử phát sóng

Saban Entertainment điều hành thương hiệu - bắt đầu với Power Rangers in Space - sử dụng phiên bản này của biểu tượng Power Rangers

Saban Entertainment phân phối Power Rangers từ năm 1993 cho đến cuối năm 2001, và Fox phát sóng cho đến mùa thu năm 2002. Công ty Walt Disney mua thương hiệu như là một phần của một mua lại diễn ra vào năm 2001 . Điều này dẫn đến việc Fox Family Worldwide trở thành ABC Family Worldwide Inc.  Việc mua lại này cũng khiến Saban Entertainment trở thành BVS Entertainment, từ News Corporation, công ty mẹ của Fox và Haim Saban . Chương trình tiếp tục phát trên Fox cho đến khi công ty thay thế Fox Kids với "FoxBox" tại Hoa Kỳ. Kể từ tháng 9 năm 2002, tất cả các chương trình Power Rangers được phát sóng trên mạng Disney của nhiều nước (ABC Kids, Toon Disney và Jetix) . ABC Family, một mạng khác thuộc sở hữu của Disney, cũng được sử dụng để chiếu Power Rangers cho đến chuyển sang khung thời gian Jetix sau ngày 31 tháng 8 năm 2006. Cũng tại Hoa Kỳ, Disney Channel chưa bao giờ phát sóng, nếu không phải tất cả hiện thân của Power Rangers từ thời Disney do cam kết phát sóng chương trình gốc của nó. Ngày 12 tháng 2 năm 2009, Toon Disney kết thúc trong sự trỗi dậy của Disney XD, kết thúc việc phát sóng trên cáp của Power Rangers ở một số khu vực của Hoa Kỳ. Một số nhóm phát thanh truyền hình liên kết với ABC cũng đã từ chối phát sóng Power Rangers từ năm 2006 do thiếu các nội dung giáo dục và thông tin trong các chương trình .
Một bài báo trên The New Zealand Herald xuất bản vào ngày 7 tháng 3 năm 2009 xác định Power Rangers RPM là mùa phim cuối cùng của Power Rangers. Giám đốc sản xuất Sally Campbell đã nói trong một cuộc phỏng vấn, "... ở giai đoạn này, chúng tôi sẽ không quay một mùa phim nào khác" . Ngày 1 tháng 9 năm 2009, trong cuốn Disney A to Z: The Official Encyclopedia của Disney, lưu trữ viên Dave Smith nói rằng "sản xuất các tập phim mới [của Power Rangers] chấm dứt vào năm 2009" . Sản xuất Power Rangers chấm dứt và loạt phim cuối cùng của BVS Entertainment, RPM, kết thúc vào ngày 26 tháng 12 năm 2009 .
Ngày 1 tháng 10 năm 2009, Bandai phát hành một thông cáo báo chí rằng Disney sẽ tái phát sóng Mighty Morphin Power Rangers bắt đầu từ tháng 1 năm 2010 trên ABC Kids thay vì một loạt phim mới sử dụng cảnh quay từ Samurai Sentai Shinkenger. Một dòng đồ chơi mới đi kèm với loạt phim và xuất hiện trong các cửa hàng ở nủa sau năm 2009 . Giờ chiếu của ABC kết thúc vào ngày 28 tháng 8 năm 2010 và quay trở lại cho các chi nhánh.
Ngày 12 tháng 5 năm 2010, Thương hiệu Saban của Haim Saban mua lạithương hiệu từ Disney với 43 triệu đôla  và công bố kế hoạch sản xuất một mùa phim truyền hình mới. Mùa phim thứ 18, Samurai, bắt đầu phát sóng trên Nickelodeon vào ngày [[7 tháng 2 năm 2011 , với các tập phim trước đó bắt đầu phát lại trên Nicktoons một năm sau đó . Saban cũng công bố kế hoạch để thực hiện một bộ phim Power Rangers mới 
Ngày 2 tháng 7 năm 2012, đã có công bố là Saban Brands sẽ đưa ra một khối phim hoạt hình sáng thứ bảy trên The CW, gọi là Vortexx, vào ngày 25 tháng 8 năm 2012 sẽ phát sóng Power Rangers .
Tại Việt Nam, cộng đồng mạng đều phụ đề cho loạt phim Power Rangers và riêng hai phim Power Rangers Ninja Storm & Jungle Fury được Công ty cổ phần Truyền thông & Điện ảnh Sài Gòn lần lượt dịch là "Siêu nhân Cuồng phong " và "Siêu nhân Rừng xanh". Một số bộ của Power Rangers cũng bị phát hành băng đĩa lậu và bán tràn lan trên thị trường những năm gần đây. Song song với Super Sentai, BH Media (BH Kids) là đơn vị vi phạm nặng nề khi công khai đăng tất cả các loạt phim Power Rangers lên YouTube và chặn IP Mỹ nhằm tránh bị Saban phát hiện; không chỉ vậy BH Kids còn lấy bản sub của các nhóm fansub để thực hiện thuyết minh cho những tập phim trên YouTube trái phép.  Nhiều người còn ấn tượng với bản thuyết minh tiếng Việt của Power Rangers Dino Thunder bởi Nguyễn Đông, mặc dù chỉ được phát hành băng đĩa lậu.
Vào tháng 12 năm 2024, có tin đồn rằng một bộ phim khởi động lại Power Rangers mới đang được Paramount Pictures phát triển hợp tác với Hasbro.
Vào tháng 3 năm 2025, có thông báo rằng Hasbro Entertainment và 20th Television sẽ sản xuất loạt phim Power Rangers hành động trực tiếp mới cho Disney+ với Jonathan E. Steinberg & Dan Shotz đang đàm phán để đảm nhiệm vai trò biên kịch, điều hành sản xuất và giám đốc sản xuất. 
Vào ngày 2 tháng 4 năm 2025, Chủ tịch kiêm Tổng giám đốc điều hành Toei Fumio Yoshimura tiết lộ rằng Toei và Saban không tham gia vào bản làm lại live-action của Power Rangers.

## Phim truyền hình
Loạt phim đầu tiên Mighty Morphin Power Rangers cho đến In Space theo sau một câu chuyện với dàn diễn viên và các nhân vật dần dần thay đổi trong hơn sáu năm  Bắt đầu với Lost Galaxy, mặc dù vẫn có quan hệ với các câu chuyện trước đó, mỗi loạt phim Power Rangers có cốt truyện khép kín riêng, độc lập với các loạt phim trước. Tập đang chéo giữa các loạt phim khác nhau bao gồm các Ranger, nhân vật phản diện, và các nhân vật khác từ mùa phim trước cũng bắt đầu với Lost Galaxy .
1. Mighty Morphin Power Rangers, loạt phim dài nhất, được phát sóng từ 1993 đến 1995, trải qua ba mùa. Trong ba mùa, MMPR sử dụng cảnh quay, trang phục và đạo cụ từ hai Super Sentai: Kyōryū Sentai Zyuranger (thứ 16) cho mùa 1, nhân vật White Ranger lấy từ Kibaranger trong Gosei Sentai Dairanger (thứ 17) cho mùa 2 và mùa 3. Năm 2010, MMPR được làm lại. Không như Zyuranger có chiến binh vàng là nam, chiến binh vàng của loạt series này là nữ. 
  - Mighty Morphin Alien Rangers phát sóng vào đầu năm 1996 là một bộ phim truyền hình ngắn. Phần phim này có liên kết chặt chẽ với phần sau là Zeo. Cảnh quay, đạo cụ và trang phục đều lấy từ Ninja Sentai Kakuranger (thứ 18).
2. Power Rangers: Zeo phát sóng vào năm 1996 và có sự thay đổi đầu tiên trong trang phục cho Power Rangers Mỹ, sử dụng cảnh quay từ Chouriki Sentai Ohranger (thứ 19).
3. Power Rangers: Turbo phát sóng vào năm 1997 và cũng có một bộ phim có tiêu đề Turbo: A Power Rangers Movie đóng vai trò là cầu nối giữa Zeo và Turbo, đồng thời giới thiệu Justin Stewart, Power Ranger trẻ tuổi nhất. Turbo sử dụng cảnh quay Gekisou Sentai Carranger (thứ 20).
4. Power Rangers in Space phát sóng vào năm 1998. Bộ phim kết thúc câu chuyện liên quan đến nhân vật Zordon và giới thiệu áo giáp Battlizers, chỉ có trong bản Mỹ hóa. In Space sử dụng cảnh quay và đạo cụ của phần phim thứ 21 Denji Sentai Megaranger
5. Power Rangers: Lost Galaxy phát sóng vào năm 1999. Trong khi tất cả các loạt phim trước đó có mối liên kết trong dàn diễn viên và nhân vật, Lost Galaxy sử dụng một dàn diễn viên hoàn toàn mới để đóng Power Rangers. Nó cũng bắt đầu xu hướng các tập "team up" đan chéo tập hợp nhóm hiện tại gặp nhóm trước để chống lại một kẻ thù chung. Loạt phim sử dụng đạo cụ và cảnh quay từ phần phim thứ 22 Seijuu Sentai Gingaman. Đây là series Power Rangers thứ hai có chiến binh vàng là nữ không như Gingaman có chiến binh vàng là nam.
6. Power Rangers: Lightspeed Rescue được phát sóng vào năm 2000 và là lần đầu tiên có một Power Rangers được tạo riêng cho phim, Titanium Ranger. Lightspeed Rescue sử dụng cảnh quay, đạo cụ và trang phục phần phim thứ 23 Kyuukyuu Sentai GoGo-V. Đây là series thứ ba có chiến binh vàng là nữ. Series cũng có chiến binh thứ 6, khác với GoGo-V chỉ có 5 chiến binh (Chiến binh thứ 6 chỉ xuất hiện trong movie).
7. Power Rangers: Time Force phát sóng vào năm 2001; là loạt phim cuối cùng hoàn toàn được sản xuất bởi Saban Entertainment. Time Force sử dụng cảnh quay và đạo cụ từ phần phim thứ 24 Mirai Sentai Timeranger, Đây là series thứ tư có chiến binh vàng là nữ, không như Timeranger có chiến binh vàng là nam.
8. Power Rangers: Wild Force (loạt phim đầu tiên được sản xuất một phần bởi BVS Entertainment) được phát sóng vào năm 2002. Loạt phim kỷ niệm 10 năm thành lập nên cũng có một tập phim đang chéo kỷ niệm có tiêu đề "Red Forever", khi mà Red Ranger từ các loạt phim tập hợp lại để chống lại một kẻ thù chung. Wild Force sử dụng cảnh quay và đạo cụ từ phần phim thứ 25 Hyakujuu Sentai Gaoranger. Wild Force là mùa phim cuối cùng được quay tại Hoa Kỳ. Đây là series cuối cùng có chiến binh vàng cũng là nữ chứ không như bản gốc của Nhật là nam.
9. Power Rangers Ninja Storm phát sóng vào năm 2003. Loạt phim đầu tiên được sản xuất hoàn toàn bởi BVS Entertainment và được quay tại New Zealand. Không giống như một số người tiền nhiệm, Ninja Storm không có bất kì một tập phim đan chéo với nhóm Power Rangers trước đó. Ninja Storm sử dụng cảnh quay và trang phục từ phần phim thứ 26 Ninpuu Sentai Hurricanger. Có thể nói đây là loạt phim ăn khách nhất của Power Rangers; khác hẳn với phiên bản Hurricanger, cả sáu chiến binh đều sử dụng motorcyle.
10. Power Rangers: Dino Thunder phát sóng vào năm 2004 và giới thiệu lại nhân vật Tommy Oliver của Jason David Frank, người xuất hiện trước đó trong Mighty Morphin, Zeo và Turbo. Dino Thunder sử dụng cảnh quay và đạo cụ từ phần phim thứ 27 Bakuryuu Sentai Abaranger. Tommy và Ninja Rangers xuất hiện trong Dino Thunder thiết lập lại sự liên tục giữa sản xuất của Saban và Disney.
11. Power Rangers: S.P.D. phát sóng vào năm 2005. Giống như phiên bản Nhật thứ 28 Tokusou Sentai Dekaranger phần phim này có nhiều hơn sáu chiến binh, hai trong số đó chỉ xuất hiện một lần.
12. Power Rangers: Mystic Force được phát sóng vào năm 2006 và là loạt phim đầu tiên có một dàn diễn viên hoàn toàn từ Úc và New Zealand, cũng như là loạt phim đầu tiên của BVS không tạo ra một nhân vật phản diện mới mà dựa hoàn toàn vào các nhân vật phản diện đến từ đối tác Super Sentai thứ 29 Mahou Sentai Magiranger.
13. Power Rangers: Operation Overdrive được phát sóng vào năm 2007 và là mùa phim kỷ niệm 15 năm của thương hiệu, có tập đan chéo Once a Ranger có sự trở lại nhân vật Adam Park của Johnny Yong Bosch. Operation Overdrive sử dụng cảnh quay và trang phục từ phần phim thứ 30 GoGo Sentai Boukenger.
14. Power Rangers: Jungle Fury được phát sóng vào năm 2008 và là loạt phim đầu tiên sản xuất bởi BVS cũng như là loạt phim thứ hai có Power Rangers được tạo riêng cho chương trình, Spirit Rangers. Loạt phim này sử dụng trang phục và cảnh quay từ phần phim thứ 31 Juken Sentai Gekiranger. Đây là loạt series ăn khách thứ hai của Power Rangers. Không như phiên bản gốc Gekiranger, Jungle Fury ngoài 5 chiến binh ra thì còn có Bat Ranger, Shark Ranger và Elephant Ranger. Và Red Tiger Ranger sở hữu motorcyle.
15. Power Rangers RPM, loạt phim thứ 17, ra mắt tháng 3 năm 2009. Nó là loạt phim thứ hai diễn ra trong một khung cảnh tương lai và là cái đầu tiên diễn ra trong một thiết lập hậu tận thế. Loạt phim này sử dụng trang phục và cảnh quay từ phần phim thứ 32 Engine Sentai Go-onger.
16. Power Rangers: Samurai, ra mắt tháng 2 năm 2011 [4]. Đây là loạt phim đầu tiên được sản xuất bởi Saban Brands từ Time Force. Loạt phim này sử dụng trang phục và cảnh quay từ phần phim thứ 33 Samurai Sentai Shinkenger.
  - Phần hai của Samurai được gọi là Power Rangers Super Samurai. Chiếu vào ngày 18 tháng 2 năm 2012.
17. Power Rangers: Megaforce đã được công bố bởi Saban là chương trình mới cho mùa phim truyền hình 2013, phục vụ như là kỷ niệm 20 năm của hiệu [29]. Loạt phim này sử dụng trang phục và cảnh quay, cũng như là tên "Warstar", "Tensou" và "Gosei", từ phần phim thứ 34 Tensou Sentai Goseiger [30] Kidscreen nói rằng Megaforce sẽ có "sự trở lại của nhiều Rangers lịch sử",[31] với Barnes & Noble nói rằng chương trình sẽ có "hồi tưởng, vũ khí" từ loạt phim cũ hơn và tập trung vào "một vài thiếu niên bình thường với số phận thật đặc biệt" [32].
18. Power Rangers: Super Megaforce là bộ phim đặc biệt do hãng Saban Brands làm, nối tiếp serie đặc biệt Super Rangers (Super Samurai - 1 phần phim đặc biệt của Power Rangers: Samurai) của Power Rangers. Trong phim sẽ có "sự trở lại của nhiều Rangers lịch sử". Bối cảnh gần như là làm lại từ đầu, một vài cảnh sẽ được cắt từ phần phim thứ 35 Kaizoku Sentai Gokaiger, phát hành năm 2014. Trong đó, Squadron Rangers (phiên bản Mỹ của Gosei Sentai Dairanger) là một đội Ranger từ Hành tinh 0117 của Thiên hà A47, những người đã nhận được sức mạnh của họ từ Morphinaut và chuyển qua nhiều sức mạnh của Ranger xuyên thời gian và không gian trước khi cuối cùng họ ổn định với bộ sức mạnh hiện tại của mình. Họ đã hy sinh Trái tim Morphin của mình để cứu Phantom Ranger khỏi Dark Spectre, điều này cho phép họ trở thành Sứ giả của Morphin Grid. Những rangers này là một trong những "Sức mạnh mới": một tập hợp các Rangers bí ẩn có Chìa khóa Ranger huyền thoại đã được Super Mega Rangers sử dụng. Theo ghi nhận của Gosei, những đội này chưa từng được nhìn thấy trước đây trên Trái đất, ít nhất là Trái đất ở chiều nguyên tố, cho đến thời điểm đó. Chiến binh thứ 6 của Squadron Rangers, khác hẳn bản gốc Nhật là Kibaranger - chiến binh trắng.
19. Power Rangers: Dino Charge đã được công bố bởi Saban là chương trình mới cho mùa phim truyền hình 2015. Đây sẽ là 1 cú hích lớn đối với hãng vì phim mang phong cách khủng long - 1 đề tài lớn của Hoa Kỳ trong nhiều năm. Nhưng mặc dù là làm lại của phần phim thứ 37 Zyuden Sentai Kyoryuger, Power Rangers Dino Charge cũng sẽ lấy một số tình tiết của Tokumei Sentai Go-Busters. Đây sẽ là bộ phim thứ 2 mang motif Khủng Long (Mighty Morphin không được tính) và là đội đầu tiên trong lịch sử PR không có chiến binh vàng.
  - Phần hai của Dino Charge được gọi là Power Rangers Dino Super Charge năm 2016.
20. Power Rangers: Ninja Steel được chính thức xác nhận ra mắt sau khi Dino Super Charge kết thúc. Bộ phim truyền hình này sẽ dựa theo của (thứ 39) Shuriken Sentai Ninninger và một số tình tiết như Ressha Sentai ToQger cũng cùng lý do với Dino Charge. Bộ phim mang phong cách Ninja nhưng cũng một số chi tiết như 1 trò chơi sống còn - khác xa so với Ninninger. Power Rangers Ninja Steel sẽ ra mắt tập đầu ngày 21 tháng 1 năm 2017.
  - Phần hai của Ninja Steel được gọi là Power Rangers Super Ninja Steel năm 2018.
21. Power Rangers: Beast Morphers là series Power Rangers năm 2019 sau khi kết thúc Ninja Steel. Bộ phim truyền hình này sẽ dựa theo và sử dụng một số cảnh quay của series Super Sentai thứ 36 Tokumei Sentai Go-Busters. Đây cũng là bộ đầu tiên do hãng phát hành đồ chơi trẻ em Hasbro phát triển sau thương vụ bán lại thương hiệu của Saban.
22. Power Rangers Dino Fury là series Power Rangers năm 2021. Bộ phim này sẽ dựa trên super sentai thứ 43 Kishiryu Sentai Ryusoulger. Khác với Ryusoulger, chiến binh lục là nữ.
23. Power Rangers Cosmic Fury là series Power Rangers năm 2023. Bộ phim truyền hình này sẽ dựa theo và sử dụng một số cảnh quay của series Super Sentai thứ 41 Uchuu Sentai Kyuranger. Đang có những tin đồn về việc Power Rangers Cosmic Fury sẽ là series cuối cùng được sản xuất. Đạo diễn Simon Bennett xác nhận rằng chương trình sẽ chỉ chuyển thể các cảnh quay của Zord từ Kyuranger, trong khi các  thiết kế robot là được Hasbro giữ nguyên còn trang phục của các Ranger Dino Fury sẽ được thiết kế hoàn toàn mới. Điều nay cũng mang vài nét tương đồng với Mighty Morphin Power Rangers. Đây là series thứ hai có chiến binh nữ màu lục.

## Tranh cãi
Mặc dù dòng phim Power Rangers được chuyển thể từ Super Sentai, tuy nhiên vẫn không ít cộng đồng fan hâm mộ Tokusatsu nói chung và Super Sentai nói riêng cho rằng, Mighty Morphin Alien Rangers là một thảm họa cũng như ý tưởng ngu ngốc của Saban Entertainment, Inc khi dàn diễn viên và cốt truyện của phiên bản Mỹ là người ngoài hành tinh mang sức mạnh của ninja Nhật Bản. Cốt truyện không ăn nhập như bản gốc Ninja Sentai Kakuranger cũng như nói lên phần nào về việc đem Kakuranger và "bóp méo" series này thành 10 tập ngắn ngủi, trong khi bản gốc mang đậm văn hóa Nhật Bản và ninja.
Sang đến Power Rangers Dino Thunder ở tập phim "Lost & Found in Translation", các chiến binh Dino Thunder ngồi xem bản lồng tiếng Anh tập 10 của Abaranger. Khi Conner, Ethan và Kira theo dõi, Conner đã kinh hoàng khi miêu tả về họ. Trong khi đó, các Abaranger phải đối đầu với một con quái vật tên là Trinoid 9: Bankumushroom (bản lồng tiếng Anh bị xuyên tạc thành Ka - Ching). Nó là một con quái vật biến con người có mái tóc kiểu đầu nấm và vũ khí của nó là những đồng xu khổng lồ. Điều này khiến không ít fan hâm mộ Super Sentai cũng như Abaranger cảm thấy vô cùng phẫn nộ khi phiên bản Mỹ hóa đã không tôn trọng phiên bản gốc của xứ Phù tang. Nhân vật Ethan và Kira vẫn một mực khăng khăng các nhân vật trong tập 10 của Abaranger là "chúng ta" trên TV. Bản lồng tiếng Anh còn cố tình xuyên tạc các nhân vật trong Abaranger như Sanjō Yukito là Kenny, cầu thủ bóng chày Bucky Bonds là Whacker Wilson, Asuka là Mikey, ông Yokota là O'Shaughnessy. Đại đa số fan hâm mộ dòng phim Power Rangers cho rằng Dino Thunder mặc dù là bản làm lại từ Abaranger nhưng nó đã ăn đứt bản gốc.
Sang đến Power Ranger Samurai và Super Samurai cũng là bộ series vể đề tài samurai Nhật Bản được Mỹ hóa nhận về nhiều "gạch đá" nhất. Loạt phim rất ít sự sáng tạo khi mà nó bắt chước gần giống đến khỏang 80% so vs bản Nhật thậm chí là tệ hơn,có một số cảnh phim ở bên bản Nhật gây ấn tượng thì sang bên bản Mỹ thì vô cùng nhạt nhẽo. Cho tới series Power Rangers Mega Force và Super Mega Force được cho là thảm họa của Saban khi đã thực hiện một cách cẩu thả. Riêng Super Megaforce đưa vào những đội Super Sentai chưa được Hoa Kỳ chuyển thể thành Power Rangers.

## Phim điện ảnh

Áp phích giới thiệu của Mighty Morphin Power Rangers: The Movie

Power Rangers cũng đã tạo ra hai bộ phim sân khấu, đều được phân phối bởi hãng 20th Century Fox. Tính đến năm 2012, 20th Century Fox Home Entertainment của Fox (sau khi công ty mẹ của Fox là News Corporation và Haim Saban bán Fox Family (hiện nay là ABC Family), bao gồm cả Saban Entertainment và thương hiệu Power Rangers cho Walt Disney Company) vẫn duy trì trên toàn thế giới bản quyền của phim Power Rangers. Tuy nhiên, Haim Saban năm 2015 đã chính thức được nhận là hãng phim chính thức của Hoa Kỳ. Như để ăn mừng, hãng đã cộng tác cùng Lionsgate để cùng làm lại đứa con huyền thoại - "MMPR" sẽ ra năm 2017.
| Phim                                    | Ngày phát hành   | Doanh thu phòng vé | Doanh thu phòng vé | Doanh thu phòng vé | Đạo diễn       |
| Phim                                    | Ngày phát hành   | Hoa Kỳ             | Nước ngoài         | Toàn bộ            | Đạo diễn       |
| --------------------------------------- | ---------------- | ------------------ | ------------------ | ------------------ | -------------- |
| Mighty Morphin Power Rangers: The Movie | 30 tháng 7, 1995 | $38,187,431        | $28,245,763        | $66,433,194        | Bryan Spicer   |
| Turbo: A Power Rangers Movie            | 28 tháng 3, 1997 | $8,363,899         | $1,251,941         | $9,615,840         | David Winning  |
| Saban's Power Rangers                   | 24 tháng 3, 2017 | $???               | $???               | $???               | Dean Israelite |

## Phát hành quốc tế
Power Rangers từ lâu là một thành công trên thị trường quốc tế và tiếp tục phát sóng tại nhiều quốc gia, với ngoại lệ của New Zealand, nơi các loạt phim được quay từ năm 2009. Đến năm 2006, Power Rangers được phát sóng ít nhất 65 lần một tuần tại hơn 40 thị trường trên toàn thế giới . Nhiều thị trường đã chiếu hoặc mang loạt phim lên kênh Fox hoặc Jetix/Disney XD tương ứng của họ hoặc cung cấp chúng trên kênh truyền trình địa phương dành cho trẻ em, bằng lồng tiếng các ngôn ngữ địa phương hoặc phát sóng trong nguyên bản tiếng Anh. Kể từ khi được Saban mua lại năm 2010, quyền phân phối truyền hình quốc tế cho Power Rangers đã được quản lý bởi MarVista Entertainment .
Phát sóng trong vùng lãnh thổ Đông Á được đối xử khác biệt hơn so với các thị trường quốc tế khác do sự phổ biến và quen thuộc của thương hiệu Super Sentai có nguồn gốc ở Nhật. Khi Power Rangers phát sóng tại Malaysia, nó hoặc bị cấm hoặc có từ "Morphin" bị kiểm duyệt hoặc thay thế bởi vì nó có thể khuyến khích trẻ em sử dụng morphine.

## Nhật Bản
Tại Nhật Bản, nhiều mùa phim truyền hình và phim của Power Rangers  được lồng tiếng Nhật cho truyền hình và video với các diễn viên lồng tiếng thường lấy từ dàn diễn viên của Super Sentai, dẫn đến những cảnh hành động lồng tiếng Anh được gọi là "lồng tiếng lại" hay "phục hồi" lại tiếng Nhật. Power Rangers S.P.D là mùa phim mới nhất sẽ được phát sóng tại Nhật Bản trên Toei Channel trong tháng 8 năm 2011, với dàn diễn viên  của Tokusou Sentai Dekaranger lồng tiếng cho phiên bản Mỹ của họ . 

### Hàn Quốc
Tại Hàn Quốc, Power Rangers của Saban được Hàn Quốc mua bản quyền lồng tiếng với series đầu tiên là  Mighty Morphin Power Rangers. Bản lồng tiếng có tựa đề là The Invincible Power Rangers chỉ có mùa đầu tiên được lồng tiếng vì người ta tin rằng khả năng tập trung của trẻ em Hàn Quốc quá ngắn để theo kịp một chương trình nhiều mùa. Tiếp sau đó là các series như  Power Rangers Zeo năm 1998, Power Rangers in Space được lồng tiếng và đổi tên thành Megarangers năm 1999, Power Rangers Lightspeed Rescue đổi tên thành Power Rangers Rescue lồng tiếng năm 2001. Phiên bản lồng tiếng cuối cùng là Power Rangers Wild Force được lồng tiếng vào năm 2003 và đổi tên thành Power Force Rangers.

Sau khi phát sóng của Power Rangers kết thúc tại Hàn Quốc với Wild Force, hãng Bandai của nước ngày bắt đầu phát sóng loạt phim Super Sentai lồng tiếng được đặt tên là 파워레인저 (Power Ranger) trên JEI TV. Một số mùa phim của Super Sentai phát sóng ở Hàn Quốc đã có tên tương tự như các phiên bản Mỹ, chẳng hạn như Power Ranger Dino Thunder thay cho Abaranger năm 2007 và Power Ranger S.P.D. thay cho Dekaranger.
Tính đến  tháng 10 năm năm 2009, 33 Power Rangers DVD sưu tầm đã được phát hành tại Mỹ
- Mighty Morphin Power Rangers: The Movie, 1995; 20th Century Fox Home Entertainment
- Turbo: A Power Rangers Movie, 1997; 20th Century Fox Home Entertainment
- Mighty Morphin Power Rangers: The Movie/Turbo: A Power Rangers Movie, 1995, 1997; 20th Century Fox Home Entertainment (DVD compilation set of both movies.)
- The Best of the Power Rangers: The Ultimate Rangers, 2003; BVHE (DVD biên soạn các tập phim từ năm mùa khác nhau của Power Rangers. Các tập phim bao gồm "Forever Red" và "White Light" [(Tommy được giới thiệu lại là Power Ranger Trắng])
- Power Rangers Ninja Storm Volume 1–5, 2003; BVHE
- Power Rangers Dino Thunder Volume 1–5, 2004; BVHE
- Power Rangers S.P.D. Volumes 1–5, 2005; BVHE
- Power Rangers Mystic Force Volumes 1–3 và 'Dark Wish', 2006; BVHE
- Power Rangers Operation Overdrive Volumes 1–5, 2007; BVHE (Việc phát hành toàn bộ một mùa phim lần đầu tiên tại Mỹ.)[42][43][44]
- Power Rangers Jungle Fury Volumes 1 & 2, 2008; BVHE[45] (Volumes 3,4 & 5 are only available in the UK.)
- Power Rangers RPM Volumes 1 & 2, 2009; BVHE[46]
- Power Rangers RPM 'Bandai Demo DVD', 2009; BVHE (Một DVD quảng cáo tặng tại các cửa hàng Disney. Chứa tập phim In or Out).[47]
- Power Rangers Samurai Volumes 1 & 2, 2012; Lionsgate
- Power Rangers Samurai "Monster Bash" và 2 tập Halloween của MMPR; Lionsgate
- Power Rangers Super Samurai Volumes 1 & 2; Lionsgate

Phiên bản DVD quốc tế, bổ sung cũng thường xảy ra (chẳng hạn như Lightspeed Rescue, Time Force và Wild Force ở Đức) và DVD miễn phí kèm theo tạp chí Jetix, xuất bản tại Anh. Mighty Morphin Power Rangers mùa 1, mùa 2, mùa 3, Power Rangers Zeo, Power Rangers Turbo và Power Rangers In Space được phát hành tại Đức trong cả tiếng Anh và tiếng Đức, với Power Rangers Lost Galaxy chỉ ở Đức . Ngoài ra, Ninja Storm, Dino Thunder, S.P.D, Mystic Force và Operation Overdrive được phát hành theo hộp ở Anh . Ở Pháp, Mighty Morphin mùa 1 và mùa 2 được phát hành toàn bộ trong 5 tập DVD volume, 25 tập đầu tiên của mùa 3 được phát hành tháng 5 năm 2008 . Ở Ý, Mighty Morphin, Zeo, Dino Thunder và S.P.D đã xuất hiện với trong toàn bộ tập. Zeo và S.P.D đã được làm cho có sẵn như là các đĩa DVD thương mại, trong khi Mighty Morphin và Dino Thunder được ban hành như theo volume cứ mỗi hai tuần tại các quầy.
Các iTunes Store trước đây có sẵn các tập Power Rangers: một phần của Mighty Morphin Power Rangers, tất cả các tập của Power Rangers S.P.D. và 26 tập đầu tiên của Power Rangers Mystic Force. Mùa và tập phim tiếp theo của chương trình cũng xuất hiện trong iTunes Store, nhưng tính đến tháng 7 năm 2009, chỉ có Turbo: A Power Rangers Movie là phim Power Rangers duy nhất có sẵn.
Ngày 15 tháng 6 năm 2011, tất cả các tập phim Mighty Morphin Power Rangers Season 1 và phiên bản Mighty Morphin Power Rangers làm lại đã có thể tải về ngay lập tức trên Netflix .
Ngày 12 tháng 3 năm 2012, Shout! Factory đã công bố một thỏa thuận phân phối video tại nhà với Saban, bao gồm 15 loạt phim đầu tiên của Power Rangers. Shout! Factory có kế hoạch phát hành loạt phim trên DVD theo mùa bắt đầu trong mùa hè 2012 .
Ngày 22 tháng 3 năm 2012 Lionsgate Home Entertainment đạt thỏa thuận phân phối video tại nhà với Saban để phát hành Power Rangers Samurai trên DVD và Blu-ray .

## Khẩu lệnh chuyển hóa
Trong các series Power Rangers, tính đặc trưng được chú trọng rất cao, điển hình là Khẩu hiệu (Role Call) khi hầu hết các Powers Rangers đều đọc lên "It's morphin time". Đặc tính này nổi bật nhất ở các sự kiện liên minh khi các nhóm lần lượt Role Call.
Không giống như bản gốc Super Sentai bao gồm sử dụng khẩu lệnh các khẩu hiệu bản thân và khẩu hiệu nhóm, sau đó là tên nhóm khi biến thân, thì mỗi chiến binh Power Rangers đều có một khẩu lệnh chuyển hóa của riêng mình. Đây cũng là một tính đặc trưng được chú trọng nhất trong Power Rangers.
| Series                                       | Khẩu lệnh chuyển hóa |
| -------------------------------------------- | --- |
| Mighty Morphin Power Rangers                 | "Dragonzord!"/"Tigerzord!"/"White Ranger Power!" "Mastodon!"/"Black Ranger Power!" "Pterodactyl!"/"Pink Ranger Power!" "Triceratops!"/"Blue Ranger Power!" "Sabertooth Tiger!"/"Yellow Ranger Power!" "Tyrannosaurus!"/"Red Ranger Power!" "Mighty Morphin Power Rangers!" |
| Mighty Morphin Alien Rangers                 | "White Aquitar Ranger Power!" "Black Aquitar Ranger Power!" "Blue Aquitar Ranger Power!" "Yellow Aquitar Ranger Power!" "Red Aquitar Ranger Power!" "Rangers of Aquitar, full power! Power of Water, Power of Light, Powers unite!" |
| Power Rangers ZEO                            | "Zeo Ranger 1 - Pink!" "Zeo Ranger 2 - Yellow!" "Zeo Ranger 3 - Blue!" "Zeo Ranger 4 - Green!" "Zeo Ranger 5 - Red!" "Gold Ranger Power!" "Power Rangers Zeo! |
| Power Rangers In Space                       | Let's Rocket!" (3-3-5)/(2-5-8-0/M-E-G-A - Mega) "Dune Star Turbo Power!"/"Yellow Turbo Ranger!" "Wind Chaser Turbo Power!"/"Pink Turbo Ranger!" "Red Lightning Turbo Power!"/"Red Turbo Ranger!" "Power Rangers Turbo!" |
| Power Rangers Lightspeed Rescue              | "Lightspeed Rescue!"/"Titanium Power!" "Red Lightspeed Ranger!" "Blue Lightspeed Ranger! "Green Lightspeed Ranger! "Yellow Lightspeed Ranger!" "Pink Lightspeed Ranger!" "Titanium Ranger!" "Power Rangers Lightspeed Rescue!" |
| Power Rangers Time Force                     | "Time for Time Force!"/"Quantum Power!" "Time Force Red! "Time Force Pink!" "Time Force Blue!" "Time Force Yellow! "Time Force Green!" "Quantum Ranger!" "Power Rangers Time Force!" |
| Power Rangers Wild Force                     | "Wild Access!" "Blazing Lion! Red Lion Ranger!" "Soaring Eagle! Yellow Eagle Ranger!" "Surging Shark! Blue Shark Ranger!" "Iron Bison! Black Bison Ranger!" "Noble Tiger! White Tiger Ranger!" "Howling Wolf! Lunar Wolf Ranger!" "Guardians of the Earth, United we roar! Power Rangers Wild Force!" |
| Power Rangers Ninja Storm                    | ""Ninja Storm, Ranger Form!"/"Thunder Storm, Ranger Form!"/"Samurai Storm, Ranger Form!" "Power of Air! Red Wind Ranger!" "Power of Water! Blue Wind Ranger!" "Power of Earth! Yellow Wind Ranger!" "Sky of Wonder! Crimson Thunder Ranger!" "Power of Thunder! Navy Thunder Ranger!" "Power of the Samurai! Green Samurai Ranger!" "Power Rangers Ninja Storm!" |
| Power Rangers Dino Thunder                   | "Dino Thunder, Power Up!"/"White Ranger, Dino Power!" "Tyranno Power! Red Ranger!" "Tricera Power! Blue Ranger!" "Ptera Power! Yellow Ranger!" "Brachio Power! Black Ranger!" "Drago Power! White Ranger!" "Roar of Thunder! Power Rangers Dino Thunder!" |
| Power Rangers S.P.D                          | "S.P.D., Emergency!" "1! SPD Red!" "2! SPD Blue!" "3! SPD Green!" "4! SPD Yellow!" "5! SPD Pink!" "Force from the Future! SPD Omega Ranger!" "Defenders of Earth! Power Rangers SPD!" "Sworn Defender of the Galaxy! SPD Shadow Ranger!" "SPD Kat Ranger!" "Force from the Future! SPD Nova Ranger!" |
| Power Rangers Mystic Force                   | "Magical Source, Mystic Force!" (Galwit Mysto Ranger) "Burning heart of fire! Wolf Warrior!" "Flurry of snow! White Mystic Ranger!" "Power of the sun! Solaris Knight!" "Strong as a tree! Green Mystic Ranger!"/"Element of Earth! Green Legend Warrior!" "Ever-changing as the wind! Pink Mystic Ranger!"/"Element of Wind! Pink Legend Warrior!" "Fluid as the sea! Blue Mystic Ranger!"/"Element of Water! Blue Legend Warrior!" "Fast as lightning! Yellow Mystic Ranger!"/"Element of Lighting! Yellow Legend Warrior!" "Forceful as fire! Red Mystic Ranger!"/"Element of Fire! Red Legend Warrior!" "We call forth the magic, together as one, united for all time! Power Rangers Mystic Force!" |
| Power Rangers Operation Overdrive            | "Overdrive, Accelerate!" "Kick into Overdrive! Red Ranger!" "Kick into Overdrive! Black Ranger!" "Kick into Overdrive! Blue Ranger!" "Kick into Overdrive! Yellow Ranger!" "Kick into Overdrive! Pink Ranger!" "Kick into Overdrive! Mercury Ranger!" "Call to Adventure! Power Rangers Operation Overdrive!" "Sentinel Knight!" |
| Power Rangers Jungle Fury                    | "Jungle beast, Spirit unleashed!" "With the strength of the Tiger! Jungle Fury Red Ranger!"/"With the spirit of the Tiger! Full Fury - Jungle Master Red Ranger!" "With the speed of the Cheetah! Jungle Fury Yellow Ranger!"/"With the speed of the Cheetah! Full Fury - Jungle Master Yellow Ranger!" "With the stealth of the Jaguar! Jungle Fury Blue Ranger!"/"With the stealth of the Jaguar! Full Fury - Jungle Master Blue Ranger!" "With the courage of the Wolf! Jungle Fury Purple Ranger!" "With the power of the Rhino! Jungle Fury Rhino Ranger!" "With the spirit of the Elephant! Jungle Fury Elephant Ranger!" "With the spirit of the Bat! Jungle Fury Bat Ranger!" "With the spirit of the Shark! Jungle Fury Shark Ranger!" "With the spirit of the Mighty Lion! Black Lion Warrior!" "With the cunning of the Chameleon! Green Chameleon Warrior!" "We summon the Animal Spirits from within! Power Rangers Jungle Fury!" |
| POWER RANGERS RPM                            | "RPM, Get In Gear!" "RPM Red!" "RPM Blue!" "RPM Yellow!" "RPM Green!" "RPM Black!" "RPM Gold!" "RPM Silver!" "Power Rangers RPM!" |
| Power Rangers Samurai/Super Samurai          | "Samuraizer! Go Go Samurai!"/"Samurai Morpher! Gold Power!" "Red Samurai Ranger, ready!" "Blue Samurai Ranger, ready!" "Pink Samurai Ranger, ready!" "Green Samurai Ranger, ready!" "Yellow Samurai Ranger, ready!" "Gold Samurai Ranger, ready!" "Rangers together, Samurai forever! Power Rangers Samurai!" |
| Power Rangers Megaforce/Super Megaforce      | "It's Morphin' Time! Go Go Megaforce!"/"Super Mega Mode!" "Fury of the Dragon! Megaforce Red!"/"Storm Power! Ultra Megaforce Red!"/"Super Megaforce Red!" "Flames of the Phoenix! Megaforce Pink!"/"Wind Power! Ultra Megaforce Pink!"/"Super Megaforce Pink!" "Venom of the Snake! Megaforce Black!"/"Rock Power! Ultra Megaforce Black!"/"Super Megaforce Green!" "Claw of the Tiger! Megaforce Yellow!"/"Jungle Power! Ultra Megaforce Yellow!"/"Super Megaforce Yellow!" "Bite of the Shark! Megaforce Blue!"/"Wave Power! Ultra Megaforce Blue!"/"Super Megaforce Blue!" "Super Megaforce Silver!"/"The Power of Six! Super Megaforce Gold!" "Earth's defenders, Never surrender! Power Rangers Megaforce!" "I am Robo Knight: Protector of the Environment, Guardian of the Earth!" |
| Power Rangers Dino Charge/Super Dino Charge  | "It's Morphin' Time! Dino Charger, Ready!" ("T-Rex Charger/Para Charger/Stego Charger/Raptor Charger/Tricera Charger/Ptera Charger/Ankylo Charger/Pachy Charger/Plesio Charger/Titano Charger, engage!") "Energize! Unleash the power!" "Power Rangers, charge!" "Tyrannosaurus Rex! Dino Charge Red!" "Parasaur! Dino Charge Black!" "Stegosaurus! Dino Charge Blue!" "Velociraptor! Dino Charge Green!" "Triceratops! Dino Charge Pink!" "Pteradactyl! Dino Charge Gold!" "Ankylosaurus! Dino Charge Aqua!" "Pachysaurus! Dino Charge Graphite!" "Plesiosaurus! Dino Charge Purple!" "Titanosaurus! Dino Charge Silver!" "Dinosaur might, ready to fight! Power Rangers Dino Charge!" "It's about to get wild!" |
| Power Rangers Ninja Steel/,Super Ninja Steel | "It's Morphin' Time! Power Stars, lock in! Ready! Ninja Spin!" "Power of the Ninja! Ninja Steel Red!" "Stealth of the Ninja! Ninja Steel Blue!" "Strength of the Ninja! Ninja Steel Yellow!" "Spirit of the Ninja! Ninja Steel White!" "Speed of the Ninja! Ninja Steel Pink!" "Rhythm of the Ninja! Ninja Steel Gold!" "Ninja Rangers fear no danger! Power Rangers Ninja Steel!" |
| Power Rangers Beast Morpher                  | "It's Morphin' Time! Activate Beast Power!" "Unleash the Beast!" |
| Power Rangers Dino Fury                      | "It's Morphin' Time! Dino Fury Key, activate! Link to Morphin Grid!" "T-Rex Fury! Red Ranger!" "Tricera Fury! Blue Ranger!" "Ankylo Fury! Pink Ranger!" "Tiger Fury! Green Ranger!" "Stego Fury! Black Ranger!" "Mosa Fury! Gold Ranger!" "Dino Fury Power!" |
| Power Rangers Cosmic Fury                    | "It's Morphin' Time! Cosmic Orb! Link to Morphin Grid!" "T-Rex Fury! Zenith Ranger!" "Ankylo Fury! Red Ranger!" "Tiger Fury! Green Ranger!" "Stego Fury! Black Ranger!" "Mosa Fury! Gold Ranger!" "Cosmic Fury Power!" |

## Hội nghị Power Morphicon
Power Morphicon, hội nghị Power Rangers đầu tiên, đã diễn ra tại Los Angeles vào năm 2007. Nó kỷ niệm 15 năm Power Rangers lên sóng từ Mighty Morphin Power Rangers (1993) to Power Rangers Operation Overdrive (2007). Một hội nghị thứ hai diễn ra từ ngày 27 đến 29 tháng 8 năm 2010 tại Los Angeles, nhằm kỷ niệm 15 năm phát hành của Mighty Morphin Power Rangers: The Movie . Một hội nghị thứ ba được tổ chức tại Los Angeles từ ngày 17 đến ngày 19 tháng 8 năm 2012, kỷ niệm 15 năm phát hành Turbo: A Power Rangers Movie .

## Lưu ý
1. ↑  Khi mà loạt phim tiến triển, một hoặc nhiều Rangers thường sẽ nhận được xe máy để rút ngắn khoảng cách đi lại, cũng như các Zord riêng. Trong nhiều mùa phim, Ranger nhận được Zords hoặc vũ khí bổ sung. Trong một số trường hợp, một Ranger có thể nhận được một cái gì đó mà các Rangers khác có thể không có; một ví dụ là việc Battlizer được trao cho Ranger Đỏ của mỗi một mùa phim kể từ Power Rangers in Space (cho đến Operation Overdrive).
2. ↑  Công chức (lực lượng giải cứu, sĩ quan cảnh sát, vân vân) xuất hiện như Rangers thì không bị ràng buộc bởi quy ước này như trong Power Rangers Lightspeed Rescue, Power Rangers S.P.D., Power Rangers Operation Overdrive và Power Rangers RPM.
3. ↑  Một Power Ranger gốc, the Titanium Ranger, được tạo ra cho Lightspeed Rescue để bổ sung Power Ranger thứ 6 cho loạt phim.
4. ↑  Các màu sắc khác bao gồm kim loại màu, tím, và "Shadow", cũng như các nhân vật chính có nhiệm vụ, sức mạnh và trang phục tương tự như Rangers nhưng không được gọi là "Power Rangers", chẳng hạn như Blue Senturion và Koragg the Knight Wolf.
5. ↑  Điều đặc biệt hơn, trong loạt phim của Power Rangers thì diễn viên Jason David Frank được coi là nổi bật nhất khi chính anh vào vai các ranger trong các series như Mighty Morphin Power Rangers, Power Rangers ZEO, Power Rangers Turbo, Power Rangers Dino Thunder, Power Rangers Super Mega Force và Power Rangers Ninja Steel mà các series này không ai đảm nhận vai hơn anh. Một trò đùa nhấn mạnh mối tương quan này có trong "Dino Thunder" khi Tommy Oliver (từng là Ranger Xanh lá cây, Trắng và Đỏ) trở thành Ranger Đen mới, anh nói rằng mình phải đi mua sắm bởi vì không có đủ quần áo màu đen.
6. ↑  Nhân vật thay đổi bao gồm Jason, Zack, Trini và Kimberly dời đi trong MMPR hoặc Tommy, Adam, Tanya và Kat dời đi trong Turbo
7. ↑  Hai mùa phim kỷ niệm Wild Force (mùa 10) và Operation Overdrive (mùa 15) có đang chéo với các nhân vật từ những mùa phim trước: tập "Forever Red" của Wild Force minh họa Red Rangers của 10 mùa phim đầu tiên (trừ Rocky) và tập "Once a Ranger" của Operation Overdrive minh họa Power Rangers từ 4 mùa phim trước và Adam từ MMPR. Ninja Storm, Mystic Force, Jungle Fury và RPM không có bất kỳ tập đan chéo nào (Dino Thunder có tập đan chéo với Ninja Storm và nhân vật từ Ninja Storm và Mystic Force xuất hiện trong "Once a Ranger").